# Volvo P1/Mazda BK/Ford Global C-Car-Platform

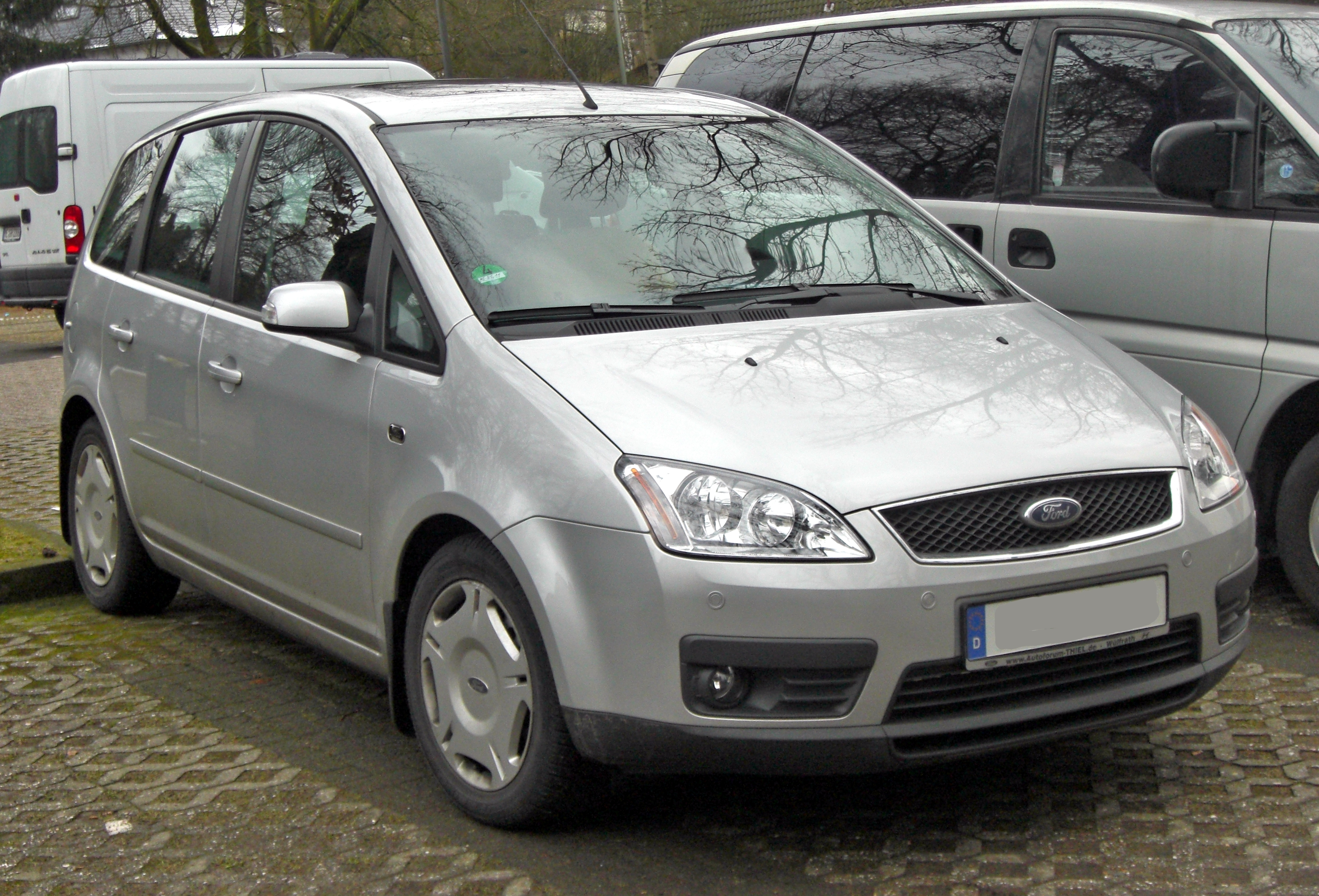
Ford Focus C-max, das erste Auto auf dieser Plattform

Die Volvo P1/Mazda BK/Ford Global C-Car-Platform ist Fords globale Kompaktwagen-Automobilplattform. Sie ersetzt die Ford C170-Plattform und die Mazda B-Plattform (BJ). Die C1-Plattform debütierte Anfang 2004 mit dem europäischen Kompakt-MPV Ford Focus C-Max. Die Plattform ist entweder für Front- oder Allradantrieb ausgelegt. Das waren Autos, die Kompaktwagen waren.
Ursprünglich als C1-Plattform bezeichnet, wurde sie im europäischen Entwicklungszentrum von Ford in Köln als „C Technologies Program“ entwickelt. Es galt damals als eines der größten Plattformprogramme der Geschichte. Der Ford Focus, der Volvo S40 und der V50 sowie der Mazda3 (BK und BL) teilen etwa 60 % ihrer Teile und Komponenten. Jeweils 30 Ingenieure von Ford, Mazda und Volvo arbeiteten zwei Jahre lang in Köln, um die Kompaktwagentechnik für alle drei Autohersteller unter der Leitung von Ford Director of C Technologies, Derrick Kuzak, Vice President of Product Development bei Ford of Europe, zu vereinen.
Die Plattform wurde erweitert, um das EUCD für den Einsatz in zukünftigen Volvo-Fahrzeugen zu schaffen.
Bei allen Autos ist das Bodenblech unterschiedlich, aber der vordere und hintere Hilfsrahmen, die Aufhängung, Lenkung, Bremsen, Sicherheit und einige elektrische Komponenten werden geteilt.
Zu den Fahrzeugen, die diese erste Iteration der Plattform verwenden, gehören:
- 2003–2008 Mazda Axela / Mazda 3 (BK) (Hinweis: Produktion in China bis 2013 fortgesetzt)
- 2003–2010 Ford Focus C-Max (erste Generation) (C214), erstes europäisches Fahrzeug auf dieser Plattform
- 2004–2010 Ford Focus (zweite Generation, Europa) (C307), (Hinweis: Der Ford Focus (Nordamerika) wurde bis 2011 auf der C170-Plattform fortgesetzt)
- 2004–2012 Volvo S40 II (P11)
- 2004–2012 Volvo V50 (P12)
- 2005–2010 Mazda Premacy / Mazda 5 (CR) (und verwandter Ford i-Max)
- 2006–2013 Volvo C70 II (P15)
- 2007–2013 Volvo C30 (P14)
- 2008–2012 Ford Kuga (C394)
- 2008–2013 Mazda Biante
- 2006–2012 Mazda CX-7

## Zweite Generation
Die C1-Plattform wurde durch die globale C-Plattform (oder C-Car) ersetzt und kombiniert drei vorherige Plattformen im Rahmen von Fords „One Ford“-Effizienzantrieb.
Fahrzeuge der globalen C-Plattform von Ford:
- 2009–2019 Ford C-Max (zweite Generation) (C344) und Grand C-Max[2]
- 2010–2018 Ford Focus[3] (C346)
- 2013–2019 Ford Escape / Ford Kuga (C520)[3]
- 2015–2019 Lincoln MKC
- 2013–heute Ford Transit Connect[4]
- 2015–heute Ford Escort (China)

Fahrzeuge teilweise basierend auf globaler C-Plattform:
- 2009–2013 Mazda Axela/Mazda3 (J68/BL)
- 2010–2018 Mazda Premacy/Mazda5 (CW)
- 2013–2019 Volvo V40 II[5]/V40 Cross Country (Y555/Y556)